# Luis Kaçorri
Luis Kaçorri (Ronciglione, 24 febbraio 1998) è un calciatore albanese, attaccante del Al-Hussein.

## Biografia
Nato a Ronciglione, in provincia di Viterbo, da genitori albanesi e poi successivamente cresciuto fuori dall'Italia, dispone del doppio passaporto italiano e albanese.

## Caratteristiche tecniche
Kaçorri è una prima punta propensa alla fase realizzativa, ma abile ad attaccare la profondità e nella difesa della palla allo scopo di permettere alla squadra di guadagnare campo. Grazie alle sue capacità fisiche si caratterizza per il gioco aereo. Sporadicamente ha giocato anche come attaccante esterno, in prevalenza sul lato sinistro.

## Carriera

### Le prime esperienze italiane
Kaçorri inizia a giocare a calcio in Friuli, per poi passare nella stagione 2014-2015 nelle giovanili della Colligiana e, l'anno successivo, in quelle del Porta Romana, squadra con la quale guadagna anche alcune convocazioni con la prima squadra militante nel campionato di Eccellenza.
Nell'autunno 2015 si trasferisce al Jolly Montemurlo, venendo inserito nella formazione Juniores e riuscendo a debuttare in Serie D con la prima squadra in occasione della partita in casa dello Scandicci terminata sul punteggio di 1-1. Rimane nel pratese anche la stagione successiva nella quale mette a segno la prima rete in carriera nella vittoria per 1-0 sul campo del Ponsacco, concludendo poi l'annata con due reti e 17 presenze totali tra regular season e i play-off nei quali il Montemurlo è sconfitto dal Ghivizzano e condannato alla retrocessione in Eccellenza, oltre a due gettoni in Coppa Italia Serie D.
Nel settembre 2017, dopo aver svolto tutto il precampionato aggregato al Partizani Tirana, si accorda con l'Igea Virtus, società militante nel girone I di Serie D. Con i siciliani, con cui debutta il 17 settembre nella gara sul campo della Nocerina terminata per 1-1, è particolarmente prolifico nella prima parte di campionato, mettendo a segno 6 reti nelle prime 11 apparizioni in campo e ottenendo anche la convocazione per la Rappresentativa Serie D. Nel prosieguo della stagione la sua media gol diminuisce e Kaçorri conclude la stagione con un totale di 9 reti segnate in 35 presenze tra campionato, play-off e Coppa Italia Serie D.
Al termine della stagione viene tesserato dal Carpi, squadra militante in Serie B che lo gira poi a titolo definitivo alla Fermana, in Serie C. Con i marchigiani debutta tra i professionisti l'8 agosto  2018 nella sfida pareggiata per 0-0 sul campo del Teramo valida per la fase a gironi di Coppa Italia Serie C. L'esperienza con i marchigiani vede Kaçorri, molto spesso relegato in panchina, collezionare 4 presenze totali, equamente distribuite tra campionato e Coppa Italia Serie C, prima della risoluzione consensuale del contratto nel gennaio 2019.

### Il ritorno in Serie D
Due giorni più tardi fa ritorno in Serie D, con l'annuncio del suo passaggio al Fiorenzuola, compagine con cui debutta il 13 gennaio seguente partendo da titolare nella sifda casalinga vinta per 1-0 contro l'Axys Zola. Due settimane più tardi, in occasione della vittoria per 3-1 sul Fanfulla, segna la sua prima rete con i rossoneri a cui seguiranno altre due marcature fino alla fine della stagione conclusa con un totale di 3 reti in 17 presenze, incluso il primo turno di play-off perso dai piacentini contro il Modena.
Nell'estate del 2019 passa ai genovesi del Ligorna con cui va in rete al debutto, il 25 agosto 2019, nella gara vinta per 2-0 contro il Vado valida per il primo turno di Coppa Italia Serie D. Rimane con i liguri fino ai primi dicembre, quando, con la squadra al penultimo posto in classifica, viene tagliato dalla dirigenza insieme ad altri 6 compagni; chiude così l'esperienza genovese con 12 presenze in campionato, condite da 4 reti, tra cui una doppietta nella gara persa per 4-2 sul campo della Sanremese, e due apparizioni, con una rete, in Coppa Italia Serie D. Kaçorri si trasferisce quindi alla Cittanovese, squadra militante nel girone I di Serie D con cui debutta l'8 dicembre andando subito a segno nella partita vinta per 2-0 sul Roccella. Con i calabresi disputa 12 partite mettendo a referto 4 reti prima della fine anticipata dei campionati imposta dalla pandemia di COVID-19 che ne pregiudica le possibilità di arrivare in doppia cifra stagionale.
Nel luglio 2020 si trasferisce alla Correggese, sempre in Serie D, con cui scende in campo in un'unica occasione, nel pareggio per 2-2 sul campo del Sasso Marconi alla prima giornata di campionato prima di trasferirsi al Savoia, militante nel girone G del quarto campionato italiano. Debutta con gli oplontini il 4 ottobre nella partita casalinga vinta per 2-1 contro la Nocerina. Con i napoletani totalizza 9 presenze, di cui 2 da titolare, prima di trasferirsi nel mese di gennaio all'Arzachena, nello stesso girone di Serie D del Savoia. Debutta con i sardi il 20 gennaio 2021 nella sfida casalinga pareggiata 2-2 contro il Team Nuova Florida, mentre la prima rete arriva il 24 febbraio nel derby sardo con la Torres terminato sul punteggio di 2-2. A fine stagione totalizza 5 reti in 23 presenze, venendo poi riconfermato per l'annata successiva nella quale mette a segno 5 reti in 31 partite in campionato a cui si aggiungono una presenza nei play-off e una in Coppa Italia Serie D.

### La massima serie albanese e le esperienze all'estero
Nel luglio 2022 si trasferisce al Bylis Ballsh, squadra neopromossa in Kategoria Superiore. Il 21 agosto successivo fa il suo debutto nella massima serie albanese, nella partita vinta per 2-0 contro il Kastrioti nella quale mette a segno una rete. A fine stagione totalizza 5 reti in 34 presenze, non sufficienti ad evitare la retrocessione del Bylis Ballsh, a cui si aggiungono 2 presenze, con una rete, in Coppa d'Albania.
Per la stagione 2023-2024 passa alla Dinamo City, altra squadra appena promossa nella massima serie albanese. Il 27 agosto debutta con la nuova maglia nel derby cittadino contro il Tirana perso dalla Dinamo per 3-2, partita nella quale sigla una marcatura. Impiegato con regolarità a fine stagione è con 9 centri il miglior marcatore della squadra.
Nel luglio 2024 si trasferisce al Bunyodkor, squadra militante nella massima serie uzbeka con cui fa il suo debutto il successivo 2 agosto nella gara persa per 1-0 contro il Qizilqum. Il successivo 28 settembre, nel pareggio casalingo per 2-2 contro il Nasaf Qarshi mette a segno la sua prima rete nella Superliga uzbeka. A questa rete seguono altre due marcatore nel corso della stagione, portando così il totale a tre reti in 12 apparizioni in campionato.
Dopo aver disputato la prima metà della stagione 2025 in Uzbekistan, mettendo a referto un totale di 9 reti in 17 apparizioni tra campionato e coppa, nel luglio 2025 si trasferisce all'Al-Hussein, formazione militante nella massima serie giordana con cui debutta il 25 luglio seguente nella finale di ritorno di Supercoppa di Giordania, vinta dai gialloneri per 1-0 contro l'Al-Wehdat, per quello che diventa il primo trofeo vinto in carriera. La settimana successiva, nella vittoria casalinga per 5-2 contro l'Al-Ahli segna la sua prima rete con la squadra mediorientale

## Statistiche

### Presenze e reti nei club
Statistiche aggiornate al 9 agosto 2025.
| Stagione                | Squadra                 | Campionato              | Campionato | Campionato | Coppe nazionali | Coppe nazionali | Coppe nazionali | Coppe continentali | Coppe continentali | Coppe continentali | Altre coppe | Altre coppe | Altre coppe | Totale | Totale |
| Stagione                | Squadra                 | Comp                    | Pres       | Reti       | Comp            | Pres            | Reti            | Comp               | Pres               | Reti               | Comp        | Pres        | Reti        | Pres   | Reti   |
| ----------------------- | ----------------------- | ----------------------- | ---------- | ---------- | --------------- | --------------- | --------------- | ------------------ | ------------------ | ------------------ | ----------- | ----------- | ----------- | ------ | ------ |
| dic. 2015-2016          | Jolly Montemurlo        | D                       | 2          | 0          | CI-D            | -               | -               | -                  | -                  | -                  | -           | -           | -           | 2      | 0      |
| 2016-2017               | Jolly Montemurlo        | D                       | 16+1       | 2          | CI-D            | 2               | 0               | -                  | -                  | -                  | -           | -           | -           | 19     | 2      |
| Totale Jolly Montemurlo | Totale Jolly Montemurlo | Totale Jolly Montemurlo | 18+1       | 2          |                 | 2               | 0               |                    | -                  | -                  |             | -           | -           | 21     | 2      |
| set. 2017-2018          | Igea Virtus             | D                       | 31+2       | 7+1        | CI-D            | 2               | 1               | -                  | -                  | -                  | -           | -           | -           | 35     | 9      |
| 2018-gen. 2019          | Fermana                 | C                       | 2          | 0          | CI-C            | 2               | 0               | -                  | -                  | -                  | -           | -           | -           | 4      | 0      |
| gen.-giu. 2019          | Fiorenzuola             | D                       | 16+1       | 3          | CI-D            | -               | -               | -                  | -                  | -                  | -           | -           | -           | 17     | 3      |
| lug.-dic. 2019          | Ligorna                 | D                       | 13         | 4          | CI-D            | 2               | 1               | -                  | -                  | -                  | -           | -           | -           | 15     | 5      |
| dic. 2019-2020          | Cittanovese             | D                       | 12         | 4          | CI-D            | -               | -               | -                  | -                  | -                  | -           | -           | -           | 12     | 4      |
| lug.-ott. 2020          | Correggese              | D                       | 1          | 0          | -               | -               | -               | -                  | -                  | -                  | -           | -           | -           | 1      | 0      |
| ott. 2020-gen. 2021     | Savoia                  | D                       | 9          | 0          | -               | -               | -               | -                  | -                  | -                  | -           | -           | -           | 9      | 0      |
| gen.-giu. 2021          | Arzachena               | D                       | 23         | 5          | -               | -               | -               | -                  | -                  | -                  | -           | -           | -           | 23     | 5      |
| 2021-2022               | Arzachena               | D                       | 31+1       | 5          | CI-D            | 1               | 0               | -                  | -                  | -                  | -           | -           | -           | 33     | 5      |
| Totale Arzachena        | Totale Arzachena        | Totale Arzachena        | 54+1       | 10         |                 | 1               | 0               |                    | -                  | -                  |             | -           | -           | 56     | 10     |
| 2022-2023               | Bylis Ballsh            | KS                      | 34         | 5          | CA              | 2               | 1               | -                  | -                  | -                  | -           | -           | -           | 36     | 6      |
| 2023-2024               | Dinamo City             | KS                      | 33         | 9          | CA              | 3               | 0               | -                  | -                  | -                  | -           | -           | -           | 36     | 9      |
| lug.-dic. 2024          | Bunyodkor               | OSL                     | 12         | 3          | OK              | 1               | 0               | -                  | -                  | -                  | -           | -           | -           | 13     | 3      |
| gen.-lug. 2025          | Bunyodkor               | OSL                     | 14         | 8          | OK              | 3               | 1               | -                  | -                  | -                  | -           | -           | -           | 17     | 9      |
| Totale Bunyodkor        | Totale Bunyodkor        | Totale Bunyodkor        | 26         | 11         |                 | 4               | 1               |                    | -                  | -                  |             | -           | -           | 30     | 12     |
| 2025-2026               | Al-Hussein              | LGP                     | 2          | 2          | CG+CF           | 0               | 0               | -                  | -                  | -                  | SG          | 1           | 0           | 3      | 2      |
| Totale carriera         | Totale carriera         | Totale carriera         | 257        | 58         |                 | 16              | 4               |                    | -                  | -                  |             | 1           | 0           | 274    | 62     |

## Palmarès
- Supercoppa di Giordania: 1

Al-Hussein: 2025